# ベルリン中央学園補習授業校
ベルリン中央学園補習授業校（ベルリンちゅうおうがくえん ほしゅうじゅぎょうこう, 独: Zentrale Schule für Japanisch Berlin e.V.）は、ドイツの首都ベルリンにある日本の補習授業校。

## 沿革
1997年4月、ベルリン日本人友の会により前身となるジュニア日本語授業校がクロイツベルグク区に開校した。その後8月にはベルリン中央日本語学園に改称した。翌年2月にはベルリン市税務署より共益法人として認可された。
1998年4月には中学部を開校。1999年10月からはベルリンで初めて漢字検定を実施し、2000年4月には「ベルリン中央学園」と改称した。2002年に日本国政府から補習授業校として認可され、現名称へと至る。
2003年にそれまで借用していたテンペルホフ校が統合されることに伴い、ヴィルマースドルフ地区のコメニウス校を借用することとなった。2009年からは旧東ベルリン地区に幼稚部を新設した。
2015年には伊藤忠記念財団の補習授業校図書助成先に選定され、児童書セットを贈呈された。また、創立20周年直前となる2017年には新校章と校歌の制作が行われた。